# Mount Bruce, Antarktis
Mount Bruce är ett berg i Antarktis. Det ligger i Östantarktis. Nya Zeeland gör anspråk på området. Toppen på Mount Bruce är 1 597 meter över havet, eller 786 meter över den omgivande terrängen. Bredden vid basen är 7,7 km.
Terrängen runt Mount Bruce är kuperad västerut, men österut är den bergig. Trakten är obefolkad. Det finns inga samhällen i närheten.